# Tungufjall (berg i Island, Norðurland vestra, lat 65,56, long -19,13)
Tungufjall är ett berg i republiken Island. Det ligger i regionen Norðurland vestra, 200 km nordost om huvudstaden Reykjavík. Toppen på Tungufjall är 1 249 meter över havet, eller 547 meter över den omgivande terrängen. Bredden vid basen är 3,5 km.
Trakten runt Tungufjall är nära nog obefolkad, med mindre än två invånare per kvadratkilometer. Närmaste större samhälle är Varmahlíð, omkring 15 kilometer väster om Tungufjall. Trakten runt Tungufjall består i huvudsak av gräsmarker.